# Springaber
Springaber er en gruppe af små primater i familien Pitheciidae, der lever i Sydamerika. Navnet skyldes, at de meget smidigt er i stand til at springe fra gren til gren. Alle de omkring 30 arter er traditionelt blevet henført til slægten Callicebus.

## Beskrivelse
Kropslængden er 23 til 46 centimeter alt afhængig af arten, halen er længere end kroppen og måler 26 til 56 centimeter. Vægten er omkring 0,5 til 1,5 kilogram. Halen kan ikke anvendes som gribehale.
De fleste arter lever i amazonbassinet, men nogle få lever adskilt fra de andre i det sydøstlige Brasilien.
Springaber er territoriale dyr. De lever i familiegrupper på to til syv individer, der består af en han og en hun og deres fælles afkom. Magerne lever monogamt og forbliver ofte sammen hele livet. Føden består hovedsageligt af frugt.
Hunnen føder efter fem til seks måneder en enkelt unge. Faren overtager størstedelen af ansvaret for ungen og bringer den kun til moren, når den skal die. Ungen fravænnes efter fem måneder og er efter et år voksen. Efter to til tre år forlader den sin familiegruppe for at grundlægge sin egen.

## Arter
Springaber har hidtil været placeret i en enkelt slægt Callicebus, men muligvis bør de opdeles i flere slægter. Kun få arter har danske navne.
- Callicebus donacophilus
- Callicebus modestus
- Callicebus oenanthe
- Callicebus olallae
- Callicebus pallescens
- Callicebus baptista
- Callicebus bernhardi
- Callicebus brunneus
- Callicebus cinerascens
- Callicebus hoffmannsi
- Almindelig springabe, Callicebus moloch
- Callicebus vieirai
- Callcebus miltoni
- Callicebus barbarabrownae
- Callicebus coimbrai
- Callicebus melanochir
- Callicebus nigrifrons
- Callicebus personatus
- Callicebus caligatus
- Callicebus cupreus
- Callicebus aureipalatii
- Callicebus discolor
- Callicebus dubius
- Callicebus ornatus
- Callicebus stephennashi
- Callicebus lucifer
- Callicebus lugens
- Callicebus medemi
- Callicebus purinus
- Callicebus regulus
- Hvidhåndet springabe, Callicebus torquatus